# Ian Buruma
Ian Buruma (La Haya, 28 de diciembre de 1951) es un escritor y editor holandés que reside y trabaja en los Estados Unidos. En 2017, fue nombrado editor de The New York Review of Books, aunque dejó su puesto en septiembre de 2018.
Buena parte de su obra se ha centrado en la cultura asiática, particularmente en la de China así como en la de Japón durante el siglo XX. Ejerció como Paul W. Williams professor de derechos humanos y periodismo en el Bard College de 2003 a 2017.

## Educación y primeros años
Buruma nació y se crio en La Haya. Su padre, Sytze Leonard "Leo" Buruma, era juez e hijo de un pastor menonita, mientras que su madre, Gwendolyn Margaret "Wendy" Schlesinger, era británica de ascendencia germano-judía. En 1971 ingresó en la Universidad de Leiden, y en 1975 se graduaba en historia y literatura china. A continuación cursó estudios de posgrado sobre cine japonés, de 1975 a 1977, en la escuela de arte (Nichidai Geijutsu Gakko) de la Universidad Nihon (Tokio).

## Carrera
Buruma residió en Japón de 1975 a 1981, donde trabajó como crítico de cine, fotógrafo y realizador de documentales. Durante los años 80, se encargó de la sección cultural de la Far Eastern Economic Review de Hong Kong. Posteriormente, viajó por toda Asia mientras trabajaba como escritor freelance. Buruma forma parte del consejo de la organización Human Rights in China, y también es miembro del Consejo Europeo de Relaciones Exteriores. Buruma ha contribuido desde 1985 con numerosos artículos para la The New York Review of Books, y ha escrito para The Guardian. Estuvo becado en el Wissenschaftskolleg de Berlín (1991) y en el Centro Internacional para Académicos Woodrow Wilson de Washington D. C. (1999), y fue Alistair Horne fellow en el St Antony's College de Oxford. En 2000, pronunció la Huizinga Lecture (sobre «Neorromanticismo de los escritores en el exilio») en la Pieterskerk de Leiden.
Entre 2003 y 2017, Buruma fue Paul W. Williams professor de derechos humanos y periodismo del Bard College en Nueva York. En 2017 fue nombrado editor de The New York Review of Books, aunque en septiembre de 2018 Buruma dejaba el puesto tras una polémica por su decisión de publicar un artículo del presentador canadiense Jian Ghomeshi, que había sido absuelto en 2016 de varios cargos de agresión sexual.
Desde 2001, viene colaborando regularmente con Project Syndicate.

## Vida privada y opiniones
Buruma se ha casado dos veces. Tiene una hija de su primera esposa, Sumie Tani, y otra de su segunda mujer, Eri Hotta. Buruma es sobrino del director de cine inglés John Schlesinger, con quien ha publicado un libro con una serie de entrevistas.
En 2001 se mostró a favor de una decidida participación del Reino Unido en la Unión Europea pues, en su opinión, los británicos son «los campeones de Europa en tener una visión liberal del comercio y la política».

## Honores
- Doctorado honoris causa en teología por la Universidad de Groninga (2004)

- Premio Erasmus (2008)[15]

- «Top 100 pensadores globales» de la revista Foreign Policy (2010)[16]

- Diversos premios por sus libros, entre los que se cuentan el Los Angeles Times Book Prize y el PEN/Diamonstein-Spielvogel Award for the Art of the Essay por su obra Theater of Cruelty.[8]

## Obras
- Richie, Donald; Ian Buruma (1980). The Japanese Tattoo. Weatherhill.
- Buruma, Ian (1983). Behind the Mask: On Sexual Demons, Sacred Mothers, Transvestites, Gangsters, Drifters, and Other Japanese Cultural Heroes. New American Library.
- A Japanese Mirror: Heroes and Villains of Japanese Culture. London: Jonathan Cape. 1984. ISBN 978-0-224-02049-7.
- Tokyo: Form and Spirit (1986) con James Brandon, Kenneth Frampton, Martin Friedman, Donald Richie  ISBN 978-0-8109-1690-6
- God's Dust: A Modern Asian Journey (1989) ISBN 978-0-7538-1089-7
- Great Cities of the World: Hong Kong (1991)
- Playing the Game (1991) novel ISBN 978-0-374-52633-7
- The Wages of Guilt: Memories of War in Germany and in Japan (1994) ISBN 978-0-452-01156-4
- Introduction for Geisha: The Life, the Voices, the Art (1998) by Jodi Cobb ISBN 978-0-375-70180-1
- Voltaire's Coconuts, or Anglomania in Europe (UK title) (1998) ISBN 978-0-7538-0954-9 or Anglomania: A European Love Affair (US title) (1998) ISBN 978-0-375-50206-4
- The Pilgrimage from Tiananmen Square, The New York Times (1999)
- The Missionary and the Libertine: Love and War in East and West (2000) compilation ISBN 978-0-571-21414-3
- De neo-romantiek van schrijvers in exil ("Neoromanticism of writers in exile") (2000) ISBN 978-90-446-0028-5
- Bad Elements: Chinese Rebels from Los Angeles to Beijing (2001) ISBN 978-0-679-78136-3
- Inventing Japan: From Empire to Economic Miracle 1853–1964 (2003) ISBN 978-0-679-64085-1
- Occidentalism: The West in the Eyes of Its Enemies (2004) with Avishai Margalit ISBN 978-0-14-303487-2
- Murder in Amsterdam: The Death of Theo Van Gogh and the Limits of Tolerance (2006) ISBN 978-1-59420-108-0, ganador de Los Angeles Times Book Prize como mejor libro de interés actual.
- Conversations with John Schlesinger (2006) ISBN 978-0-375-75763-1
- Commentary on the History of China for the time period of The Last Emperor, The Criterion Collection 2008 DVDs (ASIN: B000ZM1MIW, ISBN 978-1-60465-014-3).
- The China Lover (2008) novel ISBN 978-1-59420-194-3
- China's class ceiling, published in the Los Angeles Times
- Taming the Gods: Religion and Democracy on Three Continents (2010) ISBN 978-0-691-13489-5
- Grenzen aan de vrijheid: van De Sade tot Wilders (Limits to Freedom: From De Sade to Wilders) (2010) ISBN 978-90-477-0262-7
- Year Zero: A History of 1945. New York, NY: The Penguin Press. 2013. ISBN 978-1-59420-436-4.
- "The Man Who Got It Right", The New York Review of Books (2013)
- Theater of Cruelty: Art, Film, and the Shadows of War (2014) ISBN 978-1-59017-777-8
- — (20 de julio de 2015). «The Sensualist: What Makes 'The Tale of Genji' So Seductive». The Critics. Books. The New Yorker 91 (20): 64-71.[a]
- Their Promised Land: My Grandparents in Love and War (2016)
- — (19 de junio de 2017). «Dance with the Dragon: Are the United States and China on a Collision Course?». The Critics. Books. The New Yorker 93 (17): 61-66.[b]
- A Tokyo Romance. New York, NY: The Penguin Press. 2018. ISBN 978-1-101-98141-2.
- The Churchill Complex: The Rise and Fall of the Special Relationship and the End of the Anglo-American Order. United Kingdom: Atlantic Books. 2020. ISBN 978-1-78649-465-8.
- The Collaborators: Three Stories of Deception and Survival in World War II, Penguin Random House, 2023.
- Spinoza: Freedom's Messiah, Yale University Press, 2024.